# Código de área 712

Códigos de área para el estado de Iowa, Estados Unidos, con el código de área 712 en rojo.

El Código de área 712 es el prefijo telefónico estadounidense para el tercio occidental del estado de Iowa, Estados Unidos, e incluye localidades como Spencer, Le Mars, Sioux City, Council Bluffs, Sheldon, Storm Lake y Sac City.  
El prefijo fue establecido en el Plan de Numeración Telefónica de Norteamérica (en inglés: North American Numbering Plan o NANP) del año 1947 y no ha variado desde entonces.